# 蚕ノ社駅
蚕ノ社駅（かいこのやしろえき）は、京都府京都市右京区太秦森ヶ前町にある京福電気鉄道嵐山本線の停留場。駅ナンバリングはA6。

## 歴史

### 年表
- 1910年（明治43年）3月25日：嵐山電車軌道の停留場として開業[1]。
- 1918年（大正7年）4月2日：会社合併により京都電燈が経営する嵐山電鉄の停留場となる[1]。
- 1942年（昭和17年）3月2日：路線継承により京福電気鉄道の停留場となる[1]。

### 備考
2008年（平成20年）1月16日に開業した京都市営地下鉄東西線の太秦天神川駅は、当駅から東に約250mの距離にあり、同年3月28日に同駅との乗換駅として嵐電天神川駅が開業するまでのしばらくの間は、当駅が地下鉄との乗換駅の役割を担っていた。両駅間は案内表示なども掲示されているものの、当時は歩道が狭く工事中の区間も多かった。

## 停留場構造
相対式ホーム2面2線を持つ地上停留場。各ホーム東端の斜路で三条通と連絡する。併用軌道から専用軌道に入ったところに位置している。
安全地帯の停留場以外は各停留場とも1両分は覆うことができる比較的大きな上屋と建付けのベンチのある停留場が多い嵐電であるが、この停留場には両側のホームにも3人が座れるベンチしかなく、特に嵐山方面行きホームの上屋は小さく貧弱なものである。かつては四条大宮方面行きホームには長めのベンチが設置されていたが、ホームの幅員が狭いうえに、前述のとおり2ヶ月余りだけ地下鉄との乗換駅になり混雑が予想されたため、大部分のベンチが撤去された。なお、四条大宮方面行きホームは敷石が敷かれている。

## 停留場周辺
- 木嶋坐天照御魂神社（蚕ノ社）
- 京都府道112号二条停車場嵐山線
- 天塚古墳（国指定史跡）

## 隣の停留場
京福電気鉄道
■嵐山本線
嵐電天神川駅 (A5) - 蚕ノ社駅 (A6) - 太秦広隆寺駅 (A7)
- 括弧内は駅番号を示す。